# Litargírio
Litargírio é o nome comercial (CAS 1317-36-8) do óxido de chumbo(*) (PbO) com grau de pureza de 99,8%.  É um sólido, na forma de pó,  densidade de 9,53 g/cm3, insolúvel em água, inodoro (sem cheiro), e altamente tóxico.
É usado principalmente  na  indústria para refinamento de óleos, separação de ouro e prata na mineração, produção de tintas, esmaltes, vernizes, vulcanização da borracha crua, e na fundição de vidros e cerâmicas.
Na natureza, o litargírio é um mineral  secundário de PbO de estrutura  cristalina  tetragonal proveniente da ustulação oxidante  do PbS, em jazidas de galena:
2 PbS + 3 O2 ------>  2 PbO + 2 SO2
Foi descrito pela primeira vez como mineral em 1917 quando encontrado no Condado de San Bernardino, Califórnia, USA.
Historicamente o produto 'litargírio' se refere ao nome 'óxido de chumbo', sendo na realidade o óxido de chumbo II (óxido plumboso ou monóxido de chumbo).